# Центральна районна бібліотека імені Григорія Сковороди
Центральна районна бібліотека імені Григорія Сковороди Солом'янського району м. Києва.
У бібліотеці базується Централізована бібліотечна система Солом'янського району м. Києва.

## Опис

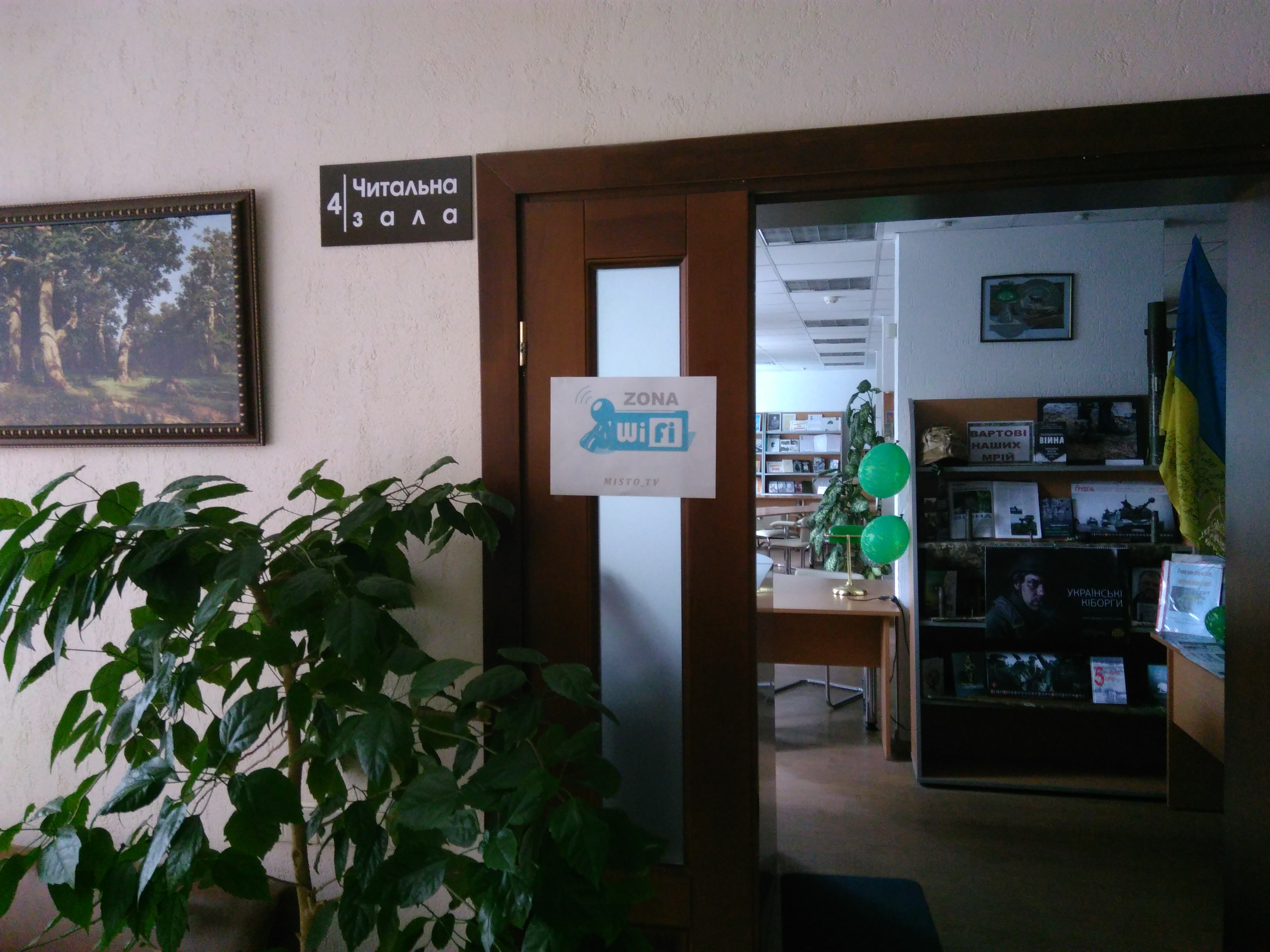
Читальна зала

У вересні 2008 року переїхала в новозбудоване приміщення. Площа бібліотеки — 982 м.кв., книжковий фонд — 105,3 тис. примірників. Щорічно обслуговує 6,0 тис. користувачів, кількість відвідувань за рік — 37,0 тис., книговидач — 111,0 тис. примірників.
Бібліографічні видання бібліотеки: «Літературні автографи Солом'янки 20-го століття», «Хвилею зеленою навесні здіймається Батиєва гора» (Топоніміка району в художній літературі й публіцистиці) (2001).
2020 року започатковано проєкт «Імена, з якими ми живемо» (вулиці, перейменовані з 2015 року). 2022 року його перезапущено під назвою «Прочитання вулиць» (вулиці, перейменовані з 2022 року і донині).
2022 року видано власне краєзнавче видання «Там, де починається Солом’янка». Вміщено докладні історичні відомості про 18 місцин Солом'янського району. Видання укладене на підставі архівних документів із фондів Центрального державного історичного архіву України, Державного архіву Київської області, а також матеріалів із фондів Державної наукової архітектурно-будівельної бібліотеки імені Володимира Заболотного.
2023 року започатковано програму краєзнавчої діяльності «Київ і Солом'янка: історію пишемо самі».
Багаторічна співпраця з міжнародною організацією «Жіноча громада» дала поштовх до створення трирічної програми для жінок «Жінко, ти є світло правди і добра…». Термін реалізації програми закінчився, але бібліотека продовжує працювати з цією категорією читачів.
Бібліотека має значний фонд краєзнавчої літератури, серед яких є багато унікальних сучасних видань.
Бібліотека має значний досвід краєзнавчої роботи (проведення краєзнавчих лекцій, пішохідних екскурсій районом), сформувала музейно-краєзнавчу кімнату, присвячену історії бібліотеки та району, а також транспорту району - залізничному, авіаційному, міському

## Історія
Історія бібліотеки почалася по завершенню Другої світової війни у двох кімнатах площею 18 м² клубу імені С. М. Кірова в одноповерховому будиночку на Чоколівці. 25 жовтня 1946 року комітет у справах культурно-освітніх установ при Раді Міністрів УРСР зареєстрував Третю районову бібліотеку для дорослих. З цього документу починається відлік історії бібліотеки.
Фонд бібліотеки становив — 4,0 тис. книг, які дивом уціліли в окупованому Києві. Колектив бібліотеки очолила колишня фронтовичка Євдокія Миколаївна Ільченко. Вона стала прототипом героїні п'єси Музи Гараніної «Хазяйка». П’єса з тріумфом довго йшла на сцені Київського театру російської драми імені Лесі Українки. На сцені нашу героїню грала народна артистка УРСР  Валерія Заклунна.
З 1950 року бібліотека займала перший поверх житлового будинку по вулиці Освіти, 14.
З 1960 по 1968 рр. бібліотека на громадських засадах виконувала функції центральної міської бібліотеки. 1 січня 1976 року на її базі створена нова бібліотечна структура — централізована бібліотечна система, до складу якої увійшло 5 бібліотек для дорослих. 1 січня 1987 року до складу централізованої системи увійшли ще 5 бібліотек для дітей. Бібліотека стає методичним центром для всіх бібліотек району.
На підставі Розпорядження № 198 від 15.11.2001 року Солом'янської районної в місті Києві державної адміністрації створена нова централізована бібліотечна система району, до складу якої увійшли ще 7 публічних бібліотек колишнього Жовтневого району м. Києва.
Бібліотека зібрала великий універсальний фонд українською та російською мовами. У фонді найбільш повно зібрані твори російського письменника Федора Достоєвського та література про нього, в тому числі раритетні дореволюційні й довоєнні видання. Пояснюється тим, що під час совєцької окупації, та тривалий час по її завершенні, бібліотека носила його ім'я - з 1955 по 2023 роки.
Багато років у бібліотеці працювали літературно-музична вітальня «Шлях до прекрасного» та молодіжний дискусійний клуб «Співбесідник».
У стінах бібліотеки відбулися перші літературні вечори відомих нині класиків української літератури, які в студентські роки жили в гуртожитку по вул. Освіти, 4: Іван Драч, Борис Олійник, Василь Симоненко, Василь Стус, Володимир Підпалий, Валерій і Василь Шевчуки, Іван Дзюба, Іван Світличний та інші.
Центральна районна бібліотека в 90-ті роки ХХ століття стояла біля витоків місцевого бібліотечного краєзнавства, була ініціатором і реалізатором відродження традиційних і нових форм регіонального краєзнавства. Тут 1992 року був створений єдиний в місті відділ україніки, який став центром відкриття забутих, замовчуваних імен, героїв українського руху опору, «розстріляного відродження», «шістдесятників», української діаспори, невідомих сторінок та «білих плям» про відомих українців радянської доби. Відділ працював за адресою вулиця Преображенська, 21.
23 лютого 1991 року при бібліотеці урочисто відкрито клуб любителів української літератури та мистецтва "Народна криниця", який відроджував національні традиції, звичаї та обряди, висвітлював доти невідомі, замовчувані, заборонені сторінки історії України.
Відзначення традиційних народознавчих свят та обрядів: зустрічі з активними учасниками українського руху опору; творчі вечори видатних українських письменників; посиденьки і майстер-класи з відродження національних місцевих ремесел і видів декоративно-ужиткового мистецтва; перші виступи знаного хору Леопольда Ященка «Гомін»; презентації книг; зустрічі з  видавництвами і працівниками київських музеїв; театралізовані презентації творів письменників.
Бібліотека створила понад 100 власних видань. Це інформаційні списки «Солом’янський район на сторінках преси та Інтернет видань» (4 випуски в рік), «Солом’янка-прес», «Солом’янка: час і події»; інформаційно-бібліографічні видання, путівник  «Солом’янка туристична» та цикл із 23 краєзнавчих нарисів «Наші вулиці вам розкажуть». А ще: «Солом’янка в історії її книгозбірень» - на кращі історії бібліотек; «Прочитання вулиць» - на кращу літературно-краєзнавчу відеоподорож. З 2005 року щорічно проводяться загальносистемні дні краєзнавства.
З жовтня 2008 року бібліотека розташовна у новому будинку по вулиці Освіти, 14-А. Вперше за роки незалежної України в столиці спеціально побудоване приміщення для бібліотеки.
Рішенням Київської міської ради №7322/7363 від 09.11.2023 року «Про перейменування бібліотек Централізованої бібліотечної системи Солом'янського району м. Києва: Центральної районної бібліотеки ім. Ф. Достоєвського, Бібліотеки сімейного читання ім. М. Лермонтова та Бібліотеки ім. О. Новікова-Прибоя» бібліотеку було перейменовано на Центральна районну бібліотека імені Григорія Сковороди. Причиною перейменування була кампанія деколонізації, що активізувалася після початку широкомасштабного воєнного вторгнення Росії в Україну.
Вночі 6 червня 2025 року бібліотека зазнала пошкоджень внаслідок масованої російської атаки на Київ. 
В суботу 7 червня, наступного дня після атаки, бібліотека відновила роботу в звичному режимі. Внутрішні приміщення та книжкові фонди не постраждали.

## Показники
- Фонд бібліотеки – 55,8 тис. примірників.
- Щорічно користувачів понад 6.0 тис.
- Кількість відвідувань – понад 37,0 тис., книговидач – 130,0 тис. примірників.

## Керівники
- Щербина Іванна Юріївна (з вересня 2016)
- Чухрій Орися Іванівна (грудень 1985 – вересень 2016)
- Ільченко Євдокія Миколаївна (жовтень 1946 – грудень 1985)

## Публікації у фахових виданнях
- Михайлик О., Булава С. Бібліотечне краєзнавство. Це може і має бути цікавим [Текст] / О. Михайлик, С. Булава // Бібліотечна планета, №2 (108), 2025, с. 6-8.